# Кувейтцы
Кувейтцы — арабы, проживающие на территории Кувейта, государства, расположенного на северо-востоке Аравийского полуострова на побережье Персидского залива.

## Численность
По переписи населения в 1957 году в стране проживало 206,4 тыс. жителей, в 1985 году — 1,712 млн, в 1995 году — 1,576 млн, в 2001 году — 2,275 млн человек. Столь быстрый рост населения был вызван притягательностью Кувейта для иммигрантов.

## Этническая история
Предки кувейтцев — племена Аравийского полуострова, у которых во 2-й половине 2-го тысячелетия до нашей эры после одомашнения верблюда начал складываться хозяйственно-культурный тип кочевников-верблюдоводов (бедуинов).

## Язык
Кувейтцы говорят на арабском языке. Понятие «арабский язык» включает в себя литературный арабский и разговорный или диалект. Арабский язык сейчас наиболее распространён из семито-хамитских, или афроазиатских языков. Кувейтский народно-разговорный свободен в своём развитии и отличается от литературного (как и другие диалекты арабского языка) рядом фонетических, лексических и грамматических особенностей. На его формирование повлияло взаимодействие с персидским, турецким, английским языками и языками Индии, а также устная речь бедуинских племен Аравийского полуострова. Кувейтский диалект наиболее схож с диалектом жителей южных районов Ирака и северо-востока Саудовской Аравии. В кувейтском диалекте много слов персидского, турецкого, и индийского происхождения. Есть слова заимствованные из английского и французского языков. Английский язык является рабочим в хозяйственной деятельности и науке, а также в общении с иностранцами. Но он не проник глубоко в сферу общения кувейтцев, несмотря на длительный период британского господства.

## Быт и традиции
После получения независимости Кувейт стал суверенным государством, общественное сознание жителей которого стремительно изменялось. Но все же для кувейтцев по-прежнему осталось велико значение таких нравственных категорий, как преданность племени и роду, жертвенность во имя их интересов, гостеприимство, сострадание. Мироощущение кувейтцев, их представления об отношениях в обществе и семье формировались в суровых условиях пустыни, где была велика зависимость людей от сил природы.
Кувейтцы традиционно приветствуют друг друга, обмениваясь рукопожатием и целуя щеки. Обычно мужчины и женщины не обмениваются больше чем несколькими словами, и возможно рукопожатие. Однако, для мужчин и женщин приемлемо поцеловать щеки, если они связаны с друг другом близкими родственными связями.
Гостеприимство в Кувейте часто выражается через подачу чая и кофе. Очень непривычно для гостя войти в дом, офис, или даже на какой-нибудь склад, чтобы ему не предложили чай или кофе. В кувейтской бедуинской традиции отказ гостя от чая, кофе иногда рассматривается как оскорбление хозяина, поскольку это рассматривается как отрицание гостем усилий хозяина быть гостеприимным.

### Традиционные хозяйственные занятия
Кувейтцы делятся на 2 категории — потомственные горожане (большая часть населения) и полуоседлые кочевники. Большой приток иммигрантов позволяет части населения вести традиционный образ жизни в пустыне.

### Традиционный тип поселения
Плотность населения — 122,9 чел. на 1 км². 98% населения живёт в городах. Самый большой город — столица Эль-Кувейт, где сосредоточено почти все население страны. Традиционная городская планировка — беспорядочная, с узкими улицами и переулками, в результате нижеупомянутой перестройки столицы от традиционной планировки там мало что сохранилось. Примерно такая же ситуация и в других городах Кувейта.
Кочевники и полукочевники живут в шатровых лагерях.

### Традиционная пища
Традиционная пища кувейтцев — это пшеничные или ячменные лепёшки, овощи, финики и другие фрукты, кислое молоко, овечий сыр, топленое масло, свежая или сушёная рыба. Традиционные блюда — пшеничная или кукурузная каша-бургуль с кислым молоком или кусочками мяса, мачбус — плов с рыбой и овощами, салуна — тушенные с различными овощами рыба или мясо, кябаб — жареное мясо с помидорами. Блюда обычно острые, кувейтцы добавляют в пищу много специй и острых овощей (например местный корнеплод руад, длинные мясистые листья багл и мелкие листочки барбир).

### Традиционная одежда
Традиционная одежда кувейтцев существенно не отличается от характерного для всех областей Северной Аравии бедуинского костюма. Мужская одежда состоит из длинной и широкой рубахи дишдаша обычно белого цвета, штаны, плаща-абы красного цвета, куфии, обычно в красно-белую клеточку или с красным узором, придерживающейся закрученным вокруг головы чёрным шерстяным жгутом-икалем. В старину Кувейт славился промыслом изготовления узорных красный куфий-куайти, давно вытесненных фабричными. Традиционная обувь — кожаные сандалии. Также многие предпочитают европейский стиль одежды. Современная одежда кувейтцев представляет собой сочетание арабских и европейских элементов. Многие горожанки не выходят на улицу без покрытой головы (некоторые — лица).

### Традиционное жилище
Традиционное жилище кочевников и полукочевников — четырёхугольный шатёр из чёрной (обычно козьей) шерсти, иногда из брезента, оседлых арабов — каркасно-столбовое жилище. Из старинного городского жилища преобладают одно- и двухэтажные дома с плоской кровлей, окруженной парапетом со сквозными отверстиями для стока дождевой воды, и построенные из сырцового кирпича. Богатые дома, строившиеся из камня на известковом растворе, обладают высоким створчатым порталом, орнаментированным алебастровой лепкой, а также несколькими арочными галереями по фасаду. Окна традиционных городских домов выходят во внутренний двор. С середины XX века существенная часть Эль-Кувейта была перестроена на современный лад, и, соответственно, было снесено множество старых домов, однако элементы традиционной городской архитектуры и сейчас сохраняются в современных зданиях.

### Традиционная социальная организация
Старо-арабские традиции очень проявляются в семейном быту. Минимальный брачный возраст для мужчин — 15 лет, для женщин — 12 лет. Встречается многоженство. Сохранились обменные браки и брачный выкуп. В семьях обычно много детей. Уважение к женщине в семье растет, если она рожает как можно больше детей (особенно сыновей). Система родства — бифуркативно-коллатеральная (различаются родственники по линии матери о отца; коллатеральные и прямые родственники). Основа родо-племенной организации — семейно-родственная группа, имеющая общего предка по мужской линии.

### Фольклор
Народное творчества Кувейта кувейтцев близко к саудовскому и южноиракскому. 

## Религия
Государственная религия Кувейта — ислам, 95% жителей страны — мусульмане. Официальных данных нет, но, по оценкам, 60—70 % — сунниты и 30—40 % — шииты.

## Трансформация в условиях модернизации
Развитие промышленности в Кувейте, оседание кочевников, рост числа сельскохозяйственных и городских рабочих, эмиграция разрушают традиционный образ жизни кувейтцев. Резко сократилась неграмотнось. Неграмотных кувейтцев — 12%.

## Государственное устройство
По конституции, принятой в 1962 Кувейт — конституционная монархия.
Глава государства — эмир, шейх Наваф аль-Ахмед аль-Джабер ас-Сабах. Эмир назначает главу правительства, имеет право распустить парламент, подписывать законопроекты а также возвращать их на доработку в Меджлис. Эмир — верховный главнокомандующий вооружёнными силами Кувейта, он назначает ключевые посты в армии Кувейта, в том числе командующих всеми родами войск. Согласно конституции Эмир пользуется юридической неприкосновенностью, но его критика в СМИ не запрещена.
Кроме того, Эмир назначает кронпринца. Тем не менее его кандидатура должна быть одобрена членами правящей семьи и утверждена Национальной ассамблеей. В том случае, если Национальная Ассамблея голосует против предложенной эмиром кандидатуры, эмир обязан представить в Ассамблею троих прочих кандидатов из правящей семьи. Ассамблея выбирает одного из них.
Эмир назначает премьер-министра из членов правящей семьи. Премьер-министр в свою очередь назначает посты в правительстве. Все министры — члены Национальной ассамблеи, и как минимум один министр — избранный. Ключевые министерства возглавляют члены правящей семьи.
Законодательная власть принадлежит эмиру и однопалатному Национальному собранию «Меджлис аль-Джума» (Национальная Ассамблея). 50 депутатов избираются в ходе всеобщих выборов на четырёхлетний срок, ещё 15 назначаются премьер-министром. Политические партии запрещены.
Кувейт — единственная страна Персидского залива с выборным законодательным органом, при этом эмир и глава правящего семейства здесь также проходит процедуру выборов и утверждения, в отличие от наследных монархий соседних стран.